# Daniel Doom
Daniel Doom (* 28. November 1934 in Kortemark; † 29. Februar 2020 ebenda) war ein belgischer Radrennfahrer.

## Sportliche Laufbahn
Doom war im Straßenradsport aktiv. Von 1958 bis 1964 war er Unabhängiger und Berufsfahrer. 1960 siegte er im Eintagesrennen Harelbeke–Antwerpen–Harelbeke (E3 Harelbeke) vor Odile Vanderlinden. Er gewann eine Reihe von Kriterien und Rundstreckenrennen in Belgien. 1962 wurde er Zweiter im Kustpijl, 1963 bei Roubaix–Cassel–Roubaix und im Nokere Koerse ebenfalls Zweiter, 1960 Dritter im Omloop van Midden-Vlaanderen. Zweimal fuhr er die Tour de France: 1962 wurde er 40. und 1963 war er ausgeschieden.